# Павликени
Павликени (болг. Павликени) — город в Болгарии. Находится в Великотырновской области, входит в общину Павликени. Население составляет 9990 человек (2022).

## История
Город основали армяне-павликиане, от чего он и получил своё название.

## Политическая ситуация
Кмет (мэр) общины Павликени — Ангел Иванов Генов (коалиция в составе 2 партий: Политический клуб «Экогласность», Земледельческий союз Александра Стамболийского (ЗСАС)) по результатам выборов в правление общины.